# بخش جالور
بخش جالور (به انگلیسی: Jalore district) یک منطقهٔ مسکونی در هند است که در Jodhpur division واقع شده‌است. بخش جالور ۱۰٬۶۴۰ کیلومتر مربع مساحت و ۱٬۸۲۸٬۷۳۰ نفر جمعیت دارد.